# Houinviguè
Houinviguè ist ein Arrondissement im Departement Ouémé im westafrikanischen Staat Benin. Es ist eine Verwaltungseinheit, die der Gerichtsbarkeit der Kommune Bonou untersteht.

## Demografie und Verwaltung
Gemäß der Volkszählung 2013 des beninischen Statistikamtes INSAE hatte das Arrondissement 8576 Einwohner, davon waren 4087 männlich und 4489 weiblich.
Von den 34 Dörfern und Quartieren der Kommune Bonou (Benin)| entfallen sechs auf Houinviguè:
1. Abêokouta
2. Adido
3. Allankpon
4. Attankpè
5. Azonzounmè
6. Hounviguè